# Makurdi
Makurdi es la ciudad capital del estado de Benue en Nigeria. Está localizada en la Nigeria central y es la sede de la Fuerza Aérea Nigeriana, donde se encuentran los Mikoyan-Gurevich MiG-21 y el escuadrón de SEPECAT Jaguar de la misma. Hasta 2007 Makurdi tenía una población estimada de 319 797 habitantes.

## Transporte
Makurdi se encuentra a orillas del río Benue, un importante afluente del río Níger. También se encuentra en el principal tendido ferroviario del país, una estrecha línea que va al norte de Port Harcourt, si bien este no funciona con regularidad. Existen servicios regulares de autobuses que unen Makurdi con ciudades vecinas. También alberga dos universidades: la Universidad Estatal de Benue y la Universidad Federal de Agricultura.
- Datos: Q994096
- Multimedia: Makurdi / Q994096